# NGC 3772
NGC 3772 ist eine Balken-Spiralgalaxie vom Hubble-Typ SBa mit aktivem Galaxienkern im Sternbild Löwe auf der Ekliptik. Sie ist schätzungsweise 157 Millionen Lichtjahre von der Milchstraße entfernt und hat einen Durchmesser von etwa 50.000 Lichtjahren.

Im selben Himmelsareal befinden sich die Galaxien NGC 3744, NGC 3745, NGC 3748, NGC 3761.
Das Objekt wurde am 10. April 1785 von Wilhelm Herschel entdeckt.